# ジェットバス

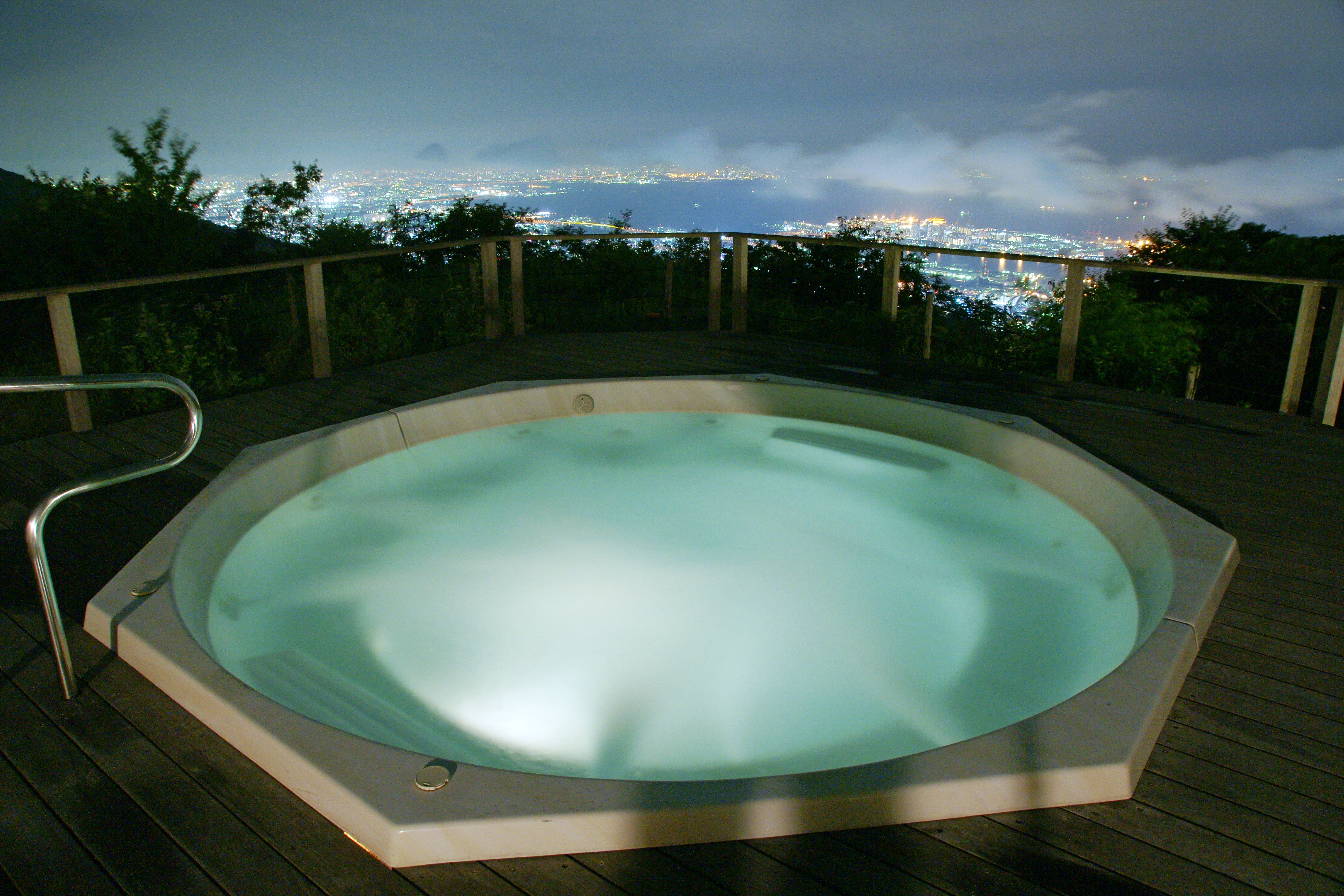
噴流式泡風呂（神戸市のホテルで）。

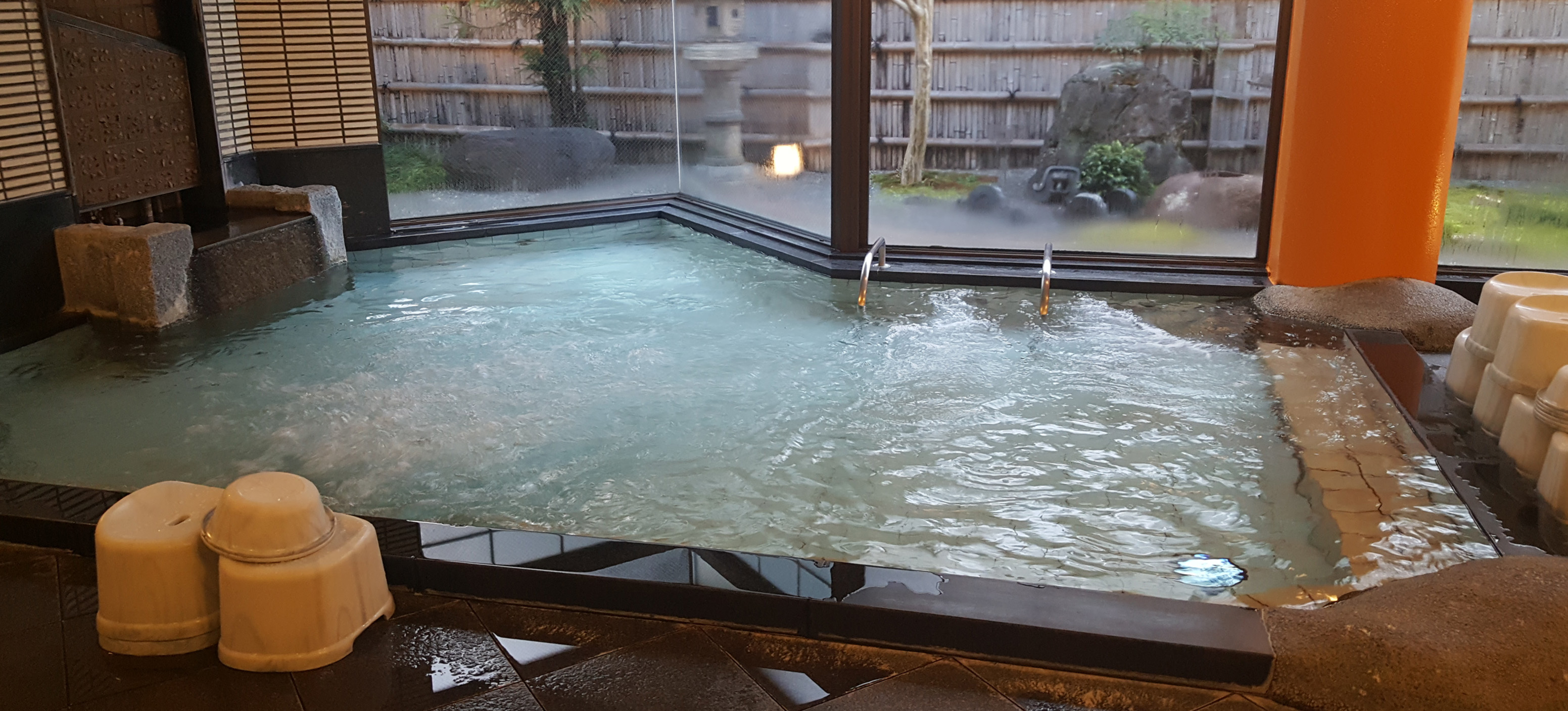
ホテルの共同風呂でも、浴槽内の左手前は強い水流のジェットバス、右窓側には弱い水流のジェットバスが備わっているところも出てきた。

ジェットバス (Jet bath) は、浴槽の中で気泡を含んだ湯を噴出させる噴流式泡風呂である。
和製英語であり、英語でのワールプールバス (Whirlpool bath) に相当する。

## 名称
こうした噴流式泡風呂はジャクージなどとも呼ばれることもあるが、これはこのような浴槽を発明して広めたアメリカ合衆国のジャクージ社の商標のカタカナ表記となるため、使用を避けられることもある。

## 歴史
最古の温浴施設はカルデラで、その中に熱い石を入れてお湯を沸かしていた。イカリアのテルマエは、紀元前4世紀以来、特に水治療で非常に人気のある場所であった。廃墟となった大理石の浴場跡は、この地域で発見された先史時代の水道橋とともに、この場所が古代に人気があったことを示す強力な証拠である。
西暦 737年、島根県出雲市付近に日本初の温泉が開湯し、その後数世紀を経て、食事、宿泊、入浴施設を提供する最初の旅館「御露（おふろ）」が建てられた。
古代ローマでは、家庭風呂（balnea）、個人風呂（balnea privata）、公共風呂（balnea publica）の3種類があった。入浴の習慣は非常に根付いており、ローマ帝国の軍団は、外国を長く占領している間に、新しく征服した土地に鉱泉や温泉の浴場を建設した。
1940年代には、日本の "おふろ "にヒントを得たジェットバスが登場した。ハイドロセラピーのポンプはジャグジーから発表された。1970年頃にグラスファイバー製の浴槽が登場し、すぐにアクリル製の浴槽に取って代わられた。

## 安全性
感電防止のため、残留電流装置を設置することが推奨されている。水中での感電死の大きな危険は、人が動けなくなり、救助や助けを呼ぶことができなくなり、溺れてしまうことである。
通常の体温以上の水中にいると、眠気を引き起こし、意識不明となり、その後溺れる可能性がある。水温が40℃を超えないようにすることが推奨されている。健康な成人の体温は37℃が安全とされている。摂氏39度以上のお湯に浸かると、妊娠初期3カ月は胎児に障害が出る可能性がある。
2000年9月21日、東京都調布市で、小学1年生の6歳の女児が、ノーリツ製の気泡噴射式浴槽(ジェットバス)の吸水口に髪の毛など吸い込まれ溺死している。